# Tamara Witmer
Tamara Witmer (Valencia, California, 21 de marzo de 1984) es una modelo erótica, actriz y estrella de reality shows de la TV estadounidense. Ella es conocida sobre todo por ser la Playmate del mes de agosto de 2005 para la revista Playboy y por ser la portada de la misma publicación en octubre de 2006.

## Biografía
Antes de convertirse en Playmate apareció en varias portadas de revistas como Muscle and Fitness, FHM y Glamour, además de protagonizar posados para revistas masculinas Maxim, Stuff, Sports Illustrated y para la prestigiosa revista Vanity Fair.